# لغة مشفرة يدويا
اللغات المشفّرة يدويّاً هي مجموعة من أساليب التواصل الإشاري تشمل التهجئة الإشارية بالإضافة إلى لغات مصطنعة تُدرج مباشرة قواعد اللغة المنطوقة ونحوها في شكل بصري-إشاري، أي نسخ مشفّرة يدويّاً للغات المنطوقة. على عكس لغات الإشارة التي تطورت بشكل طبيعي في مجتمعات الصم، فإن هذه الرموز اليدوية هي اختراع متعمّد من قبل معلمي الصم من السامعين والصم، وبالتالي تفتقر إلى البنى المكانية المميزة الموجودة في لغات الإشارة الأصلية للصم. تتبع اللغات المشفّرة يدويّاً غالباً قواعد اللغة المنطوقة - أو بشكل أدق، الشكل المكتوب من اللغة المنطوقة الذي تُدرجه. وقد استُخدمت بشكل أساسي في تعليم الصم في محاولة لـ "تمثيل اللغة الإنكليزية بالأيدي" وكذلك من قبل مترجمي لغة الإشارة في المدارس من الصف الأول حتى الثاني عشر، رغم أن لها بعض التأثير في لغات الإشارة الخاصة بالصم حيثما كان استخدامها واسع النطاق.
لا يُعرف متى جرت أولى المحاولات لتمثيل لغة منطوقة بالإشارات. بل إن بعض الباحثين افترضوا أن اللغات المنطوقة قد تطورت من لغات الإشارة، وقد تكون هناك حالات غير موثّقة في التاريخ حيث وُجدت الأوضاع الصوتية والإشارية للغة جنباً إلى جنب. من الشائع أن يطوّر الناس إشارات لتحل محل الكلمات أو العبارات في سياقات لا يُسمح فيها بالكلام أو يكون مستحيلاً، مثل استوديوهات التلفزيون، لكن هذه الإشارات تكون عادةً محدودة النطاق ونادراً ما تتطور إلى تمثيلات كاملة للغة منطوقة. أحد أكثر الأمثلة تطوراً من هذا النوع هو لغة الإشارة واربيري، وهي وضع إشارية كاملة للغة واربيري المنطوقة طوّرتها جماعة من السكان الأصليين في أستراليا الوسطى بسبب محظورات ثقافية ضد الكلام. يميّز اللغويون عادةً بين هذه اللغات الإشارية المساعدة وبين اللغات المشفّرة يدويّاً؛ إذ إن الأخيرة صُمّمت خصيصاً لاستخدامها في تعليم الصم، وعادةً ما تمثّل الشكل المكتوب للغة.
في إنكلترا في القرن السابع الميلادي، خلال سنوات (672–735)، اقترح الراهب البندكتي فِنيرابل بيدي نظاماً لتمثيل حروف الكتابة اللاتينية على الأصابع يُعرف بالتهجئة الإشارية. وقد استخدمت لغات الإشارة الرهبانية المنتشرة في أوروبا في العصور الوسطى الأبجديات اليدوية وكذلك الإشارات، وكانت قادرة على تمثيل لغة مكتوبة إذا توفر الصبر الكافي. وإلى جانب ما هو متعارف عليه بشأن "نذر الصمت"، فقد كانت تُستخدم أيضاً كوسائل تذكيرية للوعاظ. وقد بدأت هذه الأبجديات اليدوية تُستخدم لتعليم أطفال الصم من أبناء العائلات الملكية في إسبانيا في القرن السابع عشر، ولا تزال تُستخدم على نطاق واسع حتى اليوم من قبل مجتمعات الصم للإشارة إلى الكلمات أو العبارات في اللغة المنطوقة السائدة في منطقتهم.
أقدم محاولة معروفة لتطوير شكل إشاري كامل للغة يُستخدم في تعليم أطفال الصم كانت من قبل أبّي دي ليبي، وهو مربٍّ من فرنسا في القرن الثامن عشر. على الرغم من أن مجتمع الصم كان يستخدم بالفعل لغة إشارة تُعرف الآن باسم لغة الإشارة الفرنسية القديمة، اعتقد ليبي أنها بدائية، وشرع في تصميم نظام بصري-إشاري كامل لتمثيل مفاهيم الدين والقانون التي أراد نقلها إلى تلاميذه. كان نظامه المسمى "الإشارات المنهجية" فريداً جداً، ورغم أنه لم يكن تمثيلاً دقيقاً للفرنسية، فإن نجاحه مهد الطريق لما يعرف اليوم بـ"اللغات المنطوقة بالإشارة". وقد حدث انتشار حقيقي لهذه الأنظمة في النصف الثاني من القرن العشرين، وبحلول ثمانينيات القرن العشرين، كانت اللغات المشفّرة يدويّاً هي الشكل المهيمن للتواصل المستخدم من قبل المعلمين والمترجمين في الصفوف الدراسية التي تضم طلاباً صماً في العديد من أنحاء العالم. وغالباً ما كانت "ترجمات" لغة الإشارة التي تُعرض على شاشات التلفاز في سبعينيات وثمانينيات القرن العشرين ترجمة حَرْفية للغة منطوقة إلى لغة مشفّرة يدويّاً.
وقد حدّ الاعتراف المتزايد بلغات الإشارة مؤخراً من نمو اللغات المشفّرة يدويّاً، وفي العديد من المناطق أصبحت خدمات الترجمة والتعليم تفضّل استخدام لغات الإشارة الطبيعية الخاصة بمجتمع الصم. وفي بعض أنحاء العالم، لا تزال هذه اللغات تُطوَّر وتُدعَم من قبل مؤسسات الدولة؛ ومن الأمثلة المعاصرة على ذلك لغة الإشارة العربية. وقد حافظت بعض أنظمة اللغات المشفّرة يدويّاً، مثل نظام باجيت غورمان الإشاري، على بقائها من خلال تحويل تركيزها من تعليم الصم إلى الأشخاص ذوي احتياجات التواصل المختلفة.

## الانتقادات
استخدام اللغات المشفّرة يدويّاً مثار جدل ومعارضة منذ زمن ليبي، سواء من قبل "الشفويين" الذين يرون أن على الصم أن يتكلموا ويقرؤوا الشفاه ويستخدموا أجهزة السمع بدلاً من الإشارة، أو من قبل أعضاء مجتمع لغة الإشارة الأمريكية الذين يعارضون تطبيق هذه اللغات على نطاق واسع أو حصري لأسباب فلسفية وعملية. فاللغة الإنكليزية غير قادرة بالكامل على التعبير عن قدرات من يعانون من ضعف السمع في التواصل، وكما أن الأشكال المكتوبة للغات المنطوقة مفيدة ولكن مرهقة في التواصل اليومي، فإن هذه الرموز اليدوية لا يمكن أن تحل محل لغة الإشارة الطبيعية. ومع ذلك، فقد أثّرت بعض عناصر هذه الأنظمة في لغات الإشارة الخاصة بالصم.
أظهرت البحوث في الولايات المتحدة أن اللغة الإنكليزية المشفّرة يدويّاً غالباً ما تُستخدم بشكل غير مكتمل وغير منتظم في الصفوف الدراسية؛ فالمعلمون السامعون غالباً ما "يتجاوزون" نهايات الكلمات و"كلمات الوظيفة"، ربما لأنها تُبطئ الوتيرة وتشوه جمل المعلم الطبيعية. والنتيجة هي شكل من "اللغة الإنكليزية الإشارية الركيكة" التي تفتقر إلى التعقيد النحوي سواء للغة الإنكليزية أو للغة الإشارة الأمريكية.

## الأساليب الرئيسة
هناك عدة أساليب مختلفة لتشفير اللغات المنطوقة يدوياً. منها ما يعتمد على تهجئة كل شيء بالإشارات، وهو أسلوب يُعرف أحياناً في اللغة الإنكليزية باسم "طريقة روتشيستر" نسبة إلى مدرسة روتشيستر للصم في نيويورك حيث استُخدم هذا الأسلوب من سنة 1878 حتى أربعينيات القرن العشرين. وعلى الرغم من أن معظم اللغات المشفّرة يدويّاً أبطأ من اللغات المنطوقة أو لغات الإشارة، فإن هذه الطريقة أبطأ بكثير، وتُعد اليوم غير مناسبة للأطفال. إلا أن بعض الصم المكفوفين لا يزالون يتواصلون باستخدام طريقة روتشيستر. يمكن لمعظم اللغات المشفّرة يدويّاً أن تستوعب التواصل المتزامن، أي التحدث والإشارة في الوقت نفسه، رغم أن وتيرة الكلام الطبيعية قد تحتاج أحياناً إلى الإبطاء.
نظام باجيت غورمان الإشاري هو لغة مشفّرة يدويّاً بدأ تطويرها في ثلاثينيات القرن العشرين على يد السير ريتشارد باجيت. درس باجيت لغات الإشارة القائمة وسعى لإنشاء طريقة أسهل لفهم الإشارات التي تعتمد على التمثيل الحركي. عمل مع زوجته غريس باجيت وبيير غورمان، اللذين تابعا عمله بعد وفاته سنة 1955. نشر باجيت كتاباً سنة 1951 يركّز على مفردات الأطفال ويشمل 900 إشارة.
في سنة 1964، تم تعليم هذا النظام لأول مرة لمجموعة من البالغين الصم ضمن تجربة. تطور استخدامه من تعليم الصم إلى تعليم من يعانون من اضطرابات في النطق واللغة. وتم تطوير أنظمة جديدة لمساعدة الصم البالغين في الانتقال إلى لغة الإشارة البريطانية، ما أدى إلى تغيير وجهة استخدامه.
يضم نظام باجيت غورمان الإشاري حالياً نحو 56,000 تركيب لفظي.

## اللغات المنطوقة بالإشارة
تشير هذه الأنظمة ("الإنكليزية المنطوقة بالإشارة"، "الألمانية المنطوقة بالإشارة"، وما إلى ذلك) إلى موجة الانتشار العالمية للغات المشفّرة يدويّاً في مجال تعليم الصم خلال النصف الثاني من القرن العشرين، وهي ما يُقصَد به عموماً بمصطلح "لغة مشفّرة يدويّاً" اليوم. تهدف هذه الأنظمة إلى تمثيل كلمة بكلمة للشكل المكتوب من اللغة المنطوقة، وبالتالي تتطلب تطوير مفردات ضخمة. وغالباً ما يتم ذلك من خلال أخذ الإشارات من لغة الإشارة المحلية كلغة أساس، ثم إضافة إشارات مُصمّمة خصيصاً للكلمات والنهايات التي لا وجود لها في لغة الإشارة، وغالباً باستخدام "البادئات الرمزية"، وإكمال أي نقص من خلال التهجئة الإشارية. وهكذا فإن "الإنكليزية المنطوقة بالإشارة" في أمريكا (المبنية على لغة الإشارة الأمريكية) تختلف في مفرداتها عن "الإنكليزية المنطوقة بالإشارة" في بريطانيا (المبنية على لغة الإشارة البريطانية)، وكذلك الأمر بالنسبة لنُسَخ هذه اللغة في إيرلندا وأسترالاسيا وجنوب إفريقيا. وقد تم تطوير "الإنكليزية المطابقة تماماً بالإشارة" (SEE2) في الولايات المتحدة سنة 1969، وتُدرّس اليوم في مدارس الصم في سنغافورة، وتُدرّس في دورات تنظمها جمعية الصم في سنغافورة.

## أنظمة الفم واليد
أسلوب آخر واسع الانتشار يتمثل في تمثيل الأصوات (الفونيمات) للغة المنطوقة بصرياً، بدلاً من استخدام إشارات للكلمات. تُعرف هذه الأنظمة أحياناً باسم "أنظمة الفم واليد". أحد الأمثلة المبكرة طُوّر في الدنمارك سنة 1903 على يد يورغ فورخامر. ومن الأنظمة الأخرى الأبجدية الحركية المساعدة (بلجيكا) ونظام فارسي طُوّر سنة 1935 على يد جبار باغتشيبان، بالإضافة إلى أكثر أنظمة الفم واليد انتشاراً في العالم، وهو خطاب الإشارة الموجهة.
يمكن اعتبار خطاب الإشارة الموجهة بمثابة مكمّل يدوي لقراءة الشفاه. مجموعة صغيرة من أشكال اليد (تمثّل الحروف الساكنة) ومواقع قرب الفم (تمثّل الحروف الصوتية) تميّز بين الأصوات التي لا يمكن تمييزها من على الشفاه؛ وفي اللغات النغمية، يتبع ميل اليد وحركتها النغمة. عند مشاهدتها مع نمط الشفاه، تجعل الإشارات جميع الفونيمات في اللغة المنطوقة مفهومة بصرياً.
لا يُشار إلى خطاب الإشارة الموجهة تقليدياً بوصفه لغة مشفّرة يدويّاً؛ رغم أنه طُوّر لتحقيق الأهداف ذاتها مثل اللغات المنطوقة بالإشارة، وهي تحسين إلمام الأطفال الصم باللغة الإنكليزية، إلا أنه يتبع الأصوات بدلاً من الشكل المكتوب للغة المنطوقة. وبالتالي، فإن المتحدثين بلكنات مختلفة "يشيرون" بطرق مختلفة.
لا يُشار إلى خطاب الإشارة الموجهة تقليدياً بوصفه لغة مشفّرة يدويّاً؛ رغم أنه طُوّر لتحقيق الأهداف ذاتها مثل اللغات المنطوقة بالإشارة، وهي تحسين إلمام الأطفال الصم باللغة الإنكليزية، إلا أنه يتبع الأصوات بدلاً من الشكل المكتوب للغة المنطوقة. وبالتالي، فإن المتحدثين بلكنات مختلفة "يشيرون" بطرق مختلفة.
وقد استُخدم خطاب الإشارة الموجهة في إعداد الأطفال الصم لاستخدام أجهزة السمع وزراعة القوقعة عبر تعليمهم فونيمات اللغة المنطوقة. وبمجرد أن يحصل الطفل على جهاز السمع أو زراعة القوقعة، لا يحتاج إلى تدريب سمعي مكثف لتعلم اللغة المنطوقة.

## قائمة لغات الإشارة
فيما يلي بعض أنظمة الإشارة المُطوّرة لمختلف اللغات الشفهية. تتراوح هذه الأنظمة بين الأنظمة الرسمية التي تُشفّر قواعد اللغة الشفهية، والأنظمة غير الرسمية التي تستخدم الإشارة مع الكلام، وترجمة الكلمات الشفهية واحدة تلو الأخرى إلى لغة الإشارة.
راجع لغات الإشارة الأسترالية الأصلية للغات المشفرة يدويًا التقليدية مثل لغة الإشارة Warlpiri .
| اللغة                                 | الترميز بالإشارة |
| ------------------------------------- | --- |
| الأفريقانية                           | الأفريقانية بالإشارة (باستخدام إشارات لغة الإشارة الجنوب أفريقية SASL)                                                                                      |
| الأمهرية                              | الأمهرية بالإشارة |
| العربية                               | العربية بالإشارة |
| الصينية المندرينية                    | ونفا شويو – «لغة الإشارة النحوية»، المندرينية بالإشارة (تايوان)                                                                                             |
| الدنماركية                            | الدنماركية بالإشارة |
| الهولندية                             | الهولندية بالإشارة (Nederlands met Gebaren, NmG) |
| الإنجليزية العامة                     | الإنجليزية بالإشارة – طريقة روتشيستر (تُستخدم أبجديات يدوية مختلفة في مناطق مختلفة). تعتمد الإنجليزية بالإشارة على إشارات من لغة الإشارة المحلية.            |
| الإنجليزية الأمريكية                  | الإنجليزية الأمريكية بالإشارة؛ الإنجليزية الأساسية المرئية؛ الإنجليزية الدقيقة بالإشارة؛ علم اللغة البصري الإنجليزي؛ الإنجليزية المفاهيمية الدقيقة بالإشارة |
| الإنجليزية الأسترالية                 | الإنجليزية الأسترالية بالإشارة |
| الإنجليزية البريطانية                 | الإنجليزية البريطانية بالإشارة؛ الكلام المدعوم بالإشارة أو الإنجليزية المدعومة بالإشارة؛ خطاب باجيت غورمان بالإشارة                                         |
| الإنجليزية الأيرلندية                 | الإنجليزية الأيرلندية بالإشارة، باستخدام إشارات من لغة الإشارة الأيرلندية والإنجليزية بالإشارة باستخدام إشارات من لغة الإشارة لأيرلندا الشمالية             |
| الإنجليزية الكينية                    | الإنجليزية الكينية بالإشارة |
| الإنجليزية الجنوب أفريقية             | الإنجليزية الجنوب أفريقية بالإشارة (باستخدام إشارات SASL)                                                                                                   |
| الإسبرانتو                            | سيغنونو |
| الفنلندية                             | الفنلندية بالإشارة |
| الفرنسية                              | الفرنسية بالإشارة |
| الألمانية                             | الألمانية بالإشارة – الإشارات المصاحبة للكلام والإشارات الداعمة للكلام                                                                                      |
| العبرية                               | العبرية بالإشارة (العبرية المنطوقة مصحوبة بالإشارات) |
| الهندية-الأوردية وغيرها من لغات الهند | النظام الهندي للإشارة – مفردات مأخوذة من لغة الإشارة الهندية، ومعدّلة لتناسب ست لغات هندية على الأقل                                                         |
| الإندونيسية                           | نظام الإشارة الإندونيسي (SIBI) |
| الإيطالية                             | الإيطالية بالإشارة والإيطالية الدقيقة بالإشارة |
| اليابانية                             | اليابانية بالإشارة – تُعرف أيضًا بالإشارات المنهجية المتزامنة                                                                                                 |
| الملايوية                             | الملايوية المشفَّرة يدويًا (Bahasa Malaysia Kod Tangan) |
| النيبالية                             | النيبالية بالإشارة، تُعرف أيضًا بالنيبالية المدعومة بالإشارة                                                                                                  |
| النرويجية                             | النرويجية بالإشارة |
| البولندية                             | البولندية بالإشارة؛ البولندية الدقيقة بالإشارة |
| البرتغالية                            | البرتغالية بالإشارة |
| الروسية                               | الروسية بالإشارة |
| الإسبانية                             | الإسبانية بالإشارة (المكسيك، إسبانيا، وربما دول أخرى؛ وأيضًا الكتالونية بالإشارة)                                                                            |
| السويدية                              | السويدية بالإشارة، طُورت في سبعينيات القرن العشرين ولكنها الآن شبه مهجورة                                                                                    |
| توكي بونا                             | توكي بونا لوكا – «توكي بونا بالإشارة» |
| الأردية                               | الأردية بالإشارة (باكستان) |
| خوسا                                  | خوسا بالإشارة (وكذلك باقي اللغات الرسمية لجنوب أفريقيا) |

## روابط خارجية
- الكلام المُوجَّه: معلومات عامة، وموارد، وفعاليات، ودورات تدريبية نسخة محفوظة 2020-08-11 على موقع واي باك مشين.